# Campagnes d'Auguste en Afrique et en Arabie
Les campagnes d'Auguste en Afrique et en Arabie des années 30 av. J.-C. à 6 apr. J.-C. permirent à l'Empire romain de prendre le contrôle de la majeure partie du bassin oriental de la mer Méditerranée et d'ouvrir de nouvelles routes commerciales entre la Méditerranée et l'Orient jusqu'à l'Extrême-Orient (empire chinois).

## Invasion

### Contexte historique
En dépit des revendications de pacifisme d'Auguste, son principat est plus occupé par la guerre que ceux de la plupart de ses successeurs. Seuls les empereurs Trajan et Marc Aurèle luttent simultanément sur plusieurs fronts comme Auguste.
Son règne voit de fait la dilatation de la quasi-totalité des frontières de l'Empire, de la Mer du Nord au rives du Pont, des montagnes de Cantabrie au désert Éthiopien, avec pour visée stratégique l'achèvement de l'établissement de la domination romaine sur l'ensemble de la Méditerranée et de l'Europe, avec le glissement des frontières au nord vers le Danube et à l'est vers l'Elbe (à la place du Rhin),,.
Les campagnes d'Auguste sont menées en vue de consolider les acquisitions désorganisées de l'époque républicaine, ce qui passe par l'annexion de nombreux territoires. Tandis que la situation en Orient peut être maintenue en l'état où l'ont laissée Pompée et Marc Antoine, en Occident, une réorganisation territoriale entre le Rhin et la Mer Noire apparaît nécessaire de façon à garantir la stabilité interne et, par la même occasion, des frontières plus défendables.

### Prélude à la guerre
Au début du principat d'Auguste, la frontière méridionale de l'Empire en Afrique fait face à divers problèmes, que ce soit sur son secteur oriental ou occidental.
À l'est, après sa conquête en 30 av. J.-C., l'Égypte devient la première des provinces impériales, gérée par un préfet de rang équestre, le préfet d'Égypte, à qui Octavien délègue l'imperium pour le pays, et met à disposition pas moins de trois légions (la III Cyrenaica, la VI Ferrata et la XXII Deiotariana). Ce n'est donc pas un hasard si l'Égypte constitue, pendant les années qui suivent, une base de départ stratégique pour des expéditions lointaines en Arabie heureuse et en Nubie.
À l'ouest, la province d'Afrique et la Cyrénaïque ont subi plusieurs guerres contre les populations nomades du désert du Sahara tels les Garamantes de l'actuelle Libye, les Nasamons de Tripolitaine, les Musulames de la région de Tébessa, ou les Gétules et les Marmarides des côtes centrales de la Méditerranée.

### Forces en présence
Au cours de trois décennies de guerre, Auguste est en mesure de déployer une armée composée de quelques légions :
- sur le front africain occidental : Legio III Augusta ;
- sur le front égyptien : Legio III Cyrenaica, Legio VI Ferrata, Legio XII Fulminata et Legio XXII Deiotariana[4],[5].

### Campagnes militaires

Carte de l'antique province d'Égypte.

De nombreuses peuplades sont combattues et soumises à l'Empire romain durant le principat d'Auguste, sur une période comprise entre 30 av. J.-C. et 6 apr. J.-C., comme le suggèrent les triomphes célébrés à cette époque.

#### Front d'Afrique orientale
30 av. J.-C.La province romaine d'Égypte (officiellement en latin : Alexandreae et Aegyptus), est créée par Auguste à la suite de la conquête du pays à la mort de Cléopâtre et de Césarion. L'Égypte devient partie de l'Empire romain en qualité de province impériale (c'est ainsi la première province impériale proprement dite) gouvernée par un préfet choisi par l'Empereur parmi l'ordre équestre : le praefectus Alexandreae et Aegypti. L'attrait romain pour l'Égypte est principalement lié à son intérêt pour l'approvisionnement en blé de la ville de Rome.
29 av. J.-C.le premier préfet d'Égypte, Cornelius Gallus, doit réprimer une insurrection dans le sud de la province et y mener une armée pour assurer un protectorat (une sorte de « zone tampon ») entre la première et la deuxième cataracte du Nil.

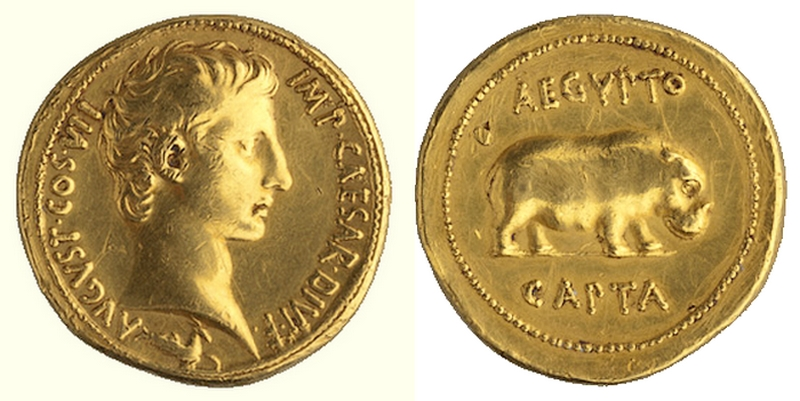
Rarissime médaillon de quatre auréï frappé par Auguste en 27.Musée archéologique national de Madrid.

25 - 24 av. J.-C.Le nouveau préfet d'Égypte, Aelius Gallus, explore l'Arabie heureuse jusqu'au royaume de Saba et la cité de Mariaba (l'actuelle Marib au Yémen), sur la route menant à l'Inde, à la tête d'une armée de 10 000 soldats romains (entre les légionnaires et les troupes auxiliaires) renforcée de 1 500 troupes alliées (500 envoyées par Hérode et 1 000 par Obodas II). Après avoir rassemblé une flotte de 210 navires dans le port de Cleopatris, Clysma (Suez) il accoste la rive arabe de la mer Rouge à Leukè Komè (probablement al-Wajh), où il doit se retrancher pendant six mois, d'après l'histoire officielle, à cause de l'état d'affaiblissement des troupes dû aux maladies qui ravagent déjà ses rangs. Il y reçoit l'hospitalité du « roi des Tamudènes », un certain Arétas III, parent d'Obodas III le seigneur des Nabatéens. Les intrigues d'Obodas III et de son ministre Syllaeus poussent Aelius Gallus à suivre un itinéraire inadapté à l'armée romaine, qui parvient très affaiblie à l'oasis de Negrana, peut-être l'actuelle Najran. Aelius Gallus s'empare facilement de cette localité, ainsi que d'Asca (la Nasca de Pline, dans l'actuel Omrân) et d'Athrula (difficile à identifier), et pousse jusqu'au pays des Rhamanites, ou Rhadamites, gouverné par le roi Ilasar (El Shara). Il parvient finalement à atteindre Marsiaba ou Mariaba (l'actuelle Marib). La ville est assiégée pendant six jours, mais parvient à résister, aidée par la propagation d'une épidémie dans les rangs des assaillants romains. Gallus est ainsi poussé à la retraite, ramenant en Égypte un effectif largement décimé par les éléments hostiles et la maladie, le long d'une voie menant de la localité non identifiée d'Egracômé, passant par Myos Hormos puis par Coptos (l'actuelle Qift), jusqu'à Alexandrie.
Au moment du départ d'Aelius Gallus pour l'Arabie, les Koushites du nord de l'actuel Soudan attaquent la province d'Égypte, en particulier les villes de Syène, Éléphantine et Philæ,, entraînant la nomination d'un nouveau préfet d'Égypte, un certain Caius Petronius. Ce dernier, à la tête des forces laissées pour défendre la province, (environ 10 000 hommes), est contraint d'intervenir militairement, et parvient à mettre en déroute une armée de 30 000 Koushites, les contraignant à se retirer au sud de Pselchis (la moderne Dakka). Non content d'avoir fait de nombreux prisonniers pendant deux ans et d'avoir occupé la ville de Pselchis, il décide de monter une expédition dans le royaume de Koush. Il occupe d'abord la ville de Qasr Ibrim, et décide de pousser encore plus au sud jusqu'à Napata (à 600 km de Qasr Ibrim, près de la 4e cataracte du Nil), une des deux capitales du royaume. Il détruit totalement la ville et réduit ses habitants en esclavage. Au contraire, la seconde capitale, Méroé, parvient à éviter l'assaut des Romains.
Auguste lui-même évoque ces deux campagnes dans ses Res gestae :

« 26. [...] Sur mon ordre et sous mes auspices, deux armées ont été conduites à peu près à la même époque en Éthiopie et dans cette Arabie que l’on appelle Heureuse, et des forces très importantes de ces deux nations ont été taillées en pièces au combat et de très nombreuses places fortes ont été prises. On est parvenu en Éthiopie jusqu’à la ville forte de Nabata qui est proche de Méroé. En Arabie, l’armée s’est avancée jusqu’au pays des Sabéens à la ville forte de Mariba. [...] Meo iussu et auspicio ducti sunt [duo] exercitus eodem fere tempore in Aethiopiam et in Ar[a]biam, quae appel[latur Eudaemon, [maxim]aeque hos[t]ium gentis utr[iu]sque cop[iae] caesae sunt in acie et [c]om[plur]a oppida capta. In Aethiopiam usque ad oppidum Nabata pervent[um]est, cui proxima est Meroe. In Arabiam usque in fines Sabaeorum pro[cess]it exercitus ad oppidum Mariba. »

22 av. J.-C.à la suite d'une nouvelle attaque des Koushites de la Candace Amanishakhéto, le préfet d'Égypte Pétronius est à nouveau contraint à conduire ses armées dans le sud du pays. Cette fois encore, les forces koushites sont battues et repoussées. Cette nouvelle expédition romaine se conclut sur un succès partiel : les Koushites sont suffisamment défaits pour être dissuadés de mener de nouvelles incursions dans la province voisine d'Égypte, tandis que la reine Candace, contrainte par Petronius au paiement d'un lourd tribut, obtient de l'empereur Auguste lui-même un traité de paix et d'amitié. Pétronius laisse cependant la garde de la frontière méridionale à une unité auxiliaire de 500 hommes dans la forteresse de la colline de Primis (Qasr Ibrim) à environ 200 km au sud de Syène,.

#### Front d'Afrique occidentale
À l'Ouest, la province d'Afrique et la Cyrénaïque sont le théâtre de conflits répétés contre les nombreuses population nomades de la région :
26 av. J.-C. environAuguste nomme proconsul de la province de Crète et Cyrénaïque un certain Publius Sulpicius Quirinius. Sa mission en Cyrénaïque est sans doute rendue nécessaire par le besoin de faire face aux incursions continuelles des Berbères Garamantes et Marmarides, deux tribus du désert du Sahara libyen au sud de Cyrène.
20 av. J.-C.Lucius Cornelius Balbus Minor, parti de Sabratha, occupe la capitale des Garamantes, Garama, et s'aventure jusqu'au Fezzan dans lequel il mène, en tant que proconsul d'Afrique, une armée d'une dizaine de milliers d'hommes au cœur du Sahara, atteignant d'abord l'oasis de Cydamus (aujourd'hui Ghadamès) à l'issue d'une marche d'environ 550 km, puis oblique à angle droit vers le sud sur 650–700 km supplémentaires à travers l'Hamada el-Hamra, et parvient enfin à occuper les plus importants centres de la région (tels Debris et Baracum dans le Wadi al-Chati et Tabidium) ainsi que la capitale des Garamantes, Garama (l'actuelle Djerma). De là, il semble qu'il ait envoyé, entre autres, une expédition de reconnaissance en direction du Fezzan, atteignant peut-être la courbe du fleuve Niger. Ces succès lui valent un triomphe sur le Forum romain comme il apparaît dans les Fastes triomphaux,,.

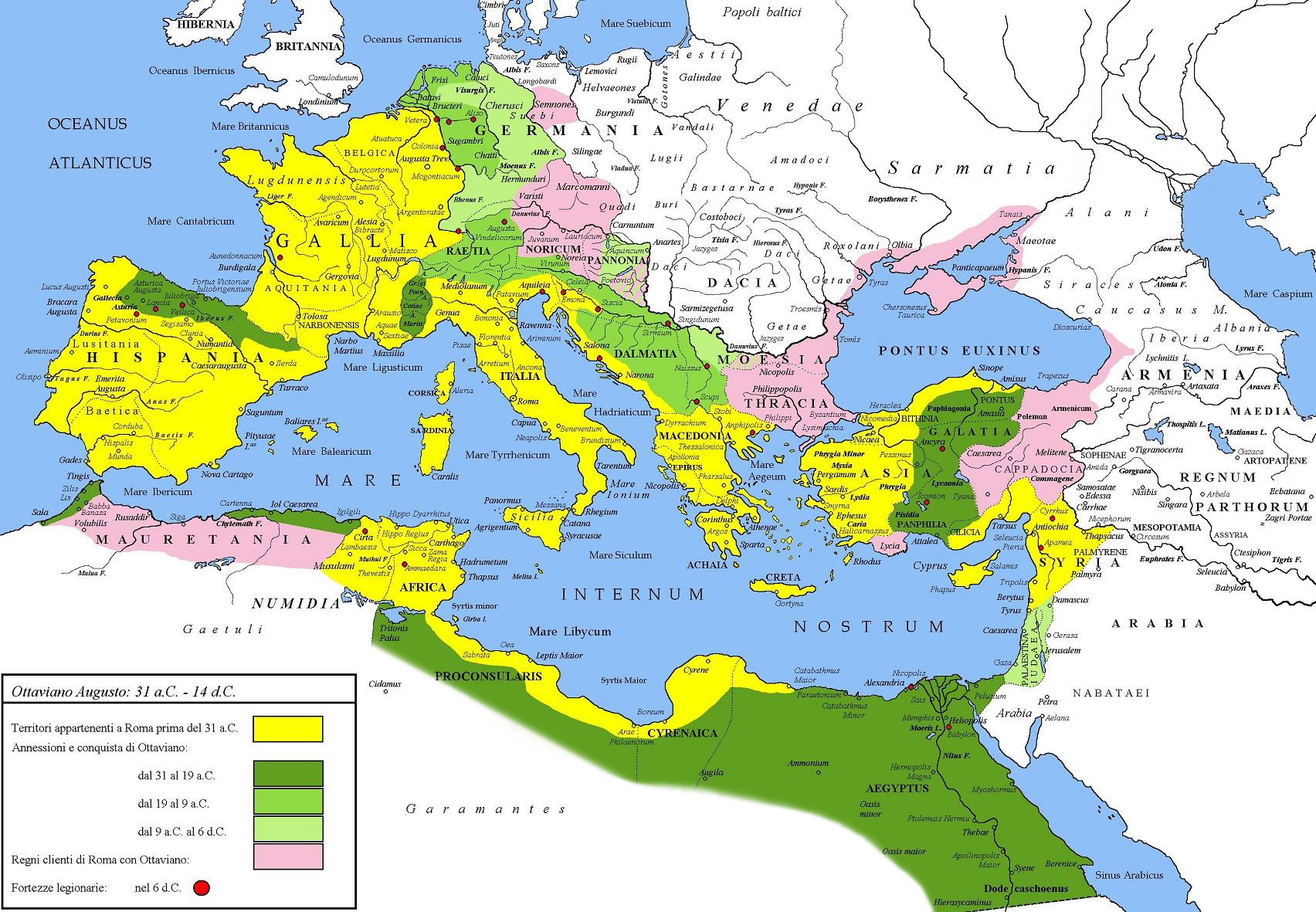
Les conquêtes du principat d'Auguste, parmi lesquelles l'Afrique du Nord.

1 av. J.-C. - 2 apr. J.-C.C'est probablement durant ces années que l'on peut placer les nouvelles campagnes victorieuses (peut-être encore du proconsul Publius Sulpicius Quirinius, comme le suggère Dion Cassius), contre le peuple des Marmarides au sud de la province de Crète et Cyrénaïque. Il est attesté qu'il obtint également d'importants succès contre les populations des Nasamons, contraintes à l'issue des opérations militaires à payer tribut à l'empire. À la suite de ces conflits, les légions III et XXII adoptèrent le qualificatif de Cyrenaica.
3 - 5Le consul Lucius Passienus Rufus, devenu gouverneur de la province d'Afrique proconsulaire, obtient les ornamenta triumphalia pour sa victoire contre les peuples des Gétules et des Musulames,,. Il est possible qu'au cours de ces évènements, il ait fallu porter le contingent romain de la province d'Afrique à deux légions : à savoir la legio XII Fulminata, basée à Dougga, en plus de la legio III Augusta.
5 - 6Le consul Cossus Cornelius Lentulus bat les Musulames puis les Gétules, obtenant les ornamenta triumphalia et le cognomen transmissible à ses descendants de Gaetulicus (« Gétulique »),,,,,.

## Conséquences
La conquête du secteur stratégique qu'était le front africain fut, grâce à l'occupation « directe » des côtes orientales de la mer Méditerranée et celle « indirecte » (par l'établissement d'un royaume client de Rome) de sa partie occidentale (Maurétanie), l'accomplissement du projet visant à faire de ce bassin maritime une mer intérieure de l'Empire romain (appelé de fait en latin mare internum nostrum, « notre mer intérieure »). Ces campagnes permirent, entre autres, aux armées d'Auguste de pénétrer dans les déserts du Sahara et d'Arabie, améliorant la connaissance des routes du commerce entre la mer Méditerranée, la Mésopotamie, le haut plateau iranien, l'Inde, jusqu'à l'Extrême-Orient (Empire chinois), par l'intermédiaire des Arabes nabatéens.

#### Sources primaires
- Auguste, Res Gestae Divi Augusti.
- Dion Cassius, Histoire romaine, livres LIII-LIX.
- Florus, Abrégé d'histoire romaine, II.
- Paul Orose, Historiarum adversus paganos libri septem, VI.
- Pline l'Ancien, Histoire naturelle, V.
- Strabon, Géographie, XVI-XVII.
- Suétone, Vie des douze Césars, livres II et III.
- Tacite, Annales, I-II.
- Velleius Paterculus, Histoire de Rome, II.

#### Personnages/Peuples contemporains
- Auguste
- Cornelius Gallus, Aelius Gallus, Caius Petronius, Lucius Cornelius Balbus Minor, Publius Sulpicius Quirinius, Lucius Passienus Rufus, Cossus Cornelius Lentulus
- Égyptiens, Garamantes, Nasamons, Musulames, Gétules et Marmarides

#### Localités contemporaines
- Province d'Égypte
- Province d'Afrique
- Cyrénaïque